# Semussac
Semussac är en kommun i departementet Charente-Maritime i regionen Nouvelle-Aquitaine i västra Frankrike. Kommunen ligger  i kantonen Cozes som ligger i arrondissementet Saintes. År 2022 hade Semussac 2 532 invånare.

## Befolkningsutveckling
Antalet invånare i kommunen Semussac
Referens:INSEE